# Grallaria milleri
El tororoí bandeado (Grallaria milleri), también denominado tororoi de Miller, chululú de bandas castañas, cocona o cholongo, es una especie de ave paseriforme de la familia Grallariidae, perteneciente al diverso género Grallaria, anteriormente incluido en Formicariidae. Es un ave endémica de Colombia.

## Distribución y hábitat
La subespecie nominal se distribuye por la porción central de la Cordillera Central de los Andes colombianos (Caldas, Risaralda, Quindío, y Tolima); la subespecie gilesi del norte de la Cordillera Central (Antioquia), se conoce por un único espécimen del siglo XIX y está probablemente extinta.
Vive en el suelo del bosque húmedo andino y altoandino de las dos vertientes de la cordillera central. Se ha encontrado en el sotobosque con predominio de aliso (Alnus acuminata) y palma de cera (Ceroxylon quindiuense) y bosques secundarios tempranos y maduros, entre los 1800 y 3140 m de altitud. Está amenazada en grado vulnerable debido a la pérdida de hábitat.

## Descripción
Mide 18 cm de longitud. El plumaje es de color castaño oscuro, con lores, garganta y vientre blancuzcos, y con una amplia banda pectoral color castaño.

## Alimentación
Se alimenta de lombrices de tierra y coleópteros.